# Глобоидная передача
Глобоидная передача — механическая передача, являющаяся одной из разновидностей червячных передач. Своё название получила по вогнутой (глобоидной) форме червяка. 

## Общие сведения
Колесо и червяк имеют взаимно охватывающую глобоидную форму, при этом одновременно затрагивается большее количество зубцов колеса, чем в передаче с цилиндрическим червяком. Такая конструкция позволяет передавать мощность, превышающую показатели аналогичных червячных передач в 3-5 раз, и, соответственно, при передаче одинаковой мощности рассматриваемая передача имеет гораздо меньшие размеры.
Характерные виды разрушения: заедание, износ, выкрашивание зубьев. 

## Достоинства и недостатки

### Достоинства
- Способность передавать значительно более высокий крутящий момент в сравнении с червячной передачей с цилиндрическим червяком - следствие большего количества мест зацепления.
- Более высокий КПД в сравнении с цилиндрической червячной передачей. Как результат более высокого КПД это снижение нагрева и износа, также следствие большего количества мест зацепления.
- Высокое передаточное отношение в одной ступени (до 100)
- Плавность и высокая точность работы при относительной бесшумности
- Самоторможение происходит при более высоком передаточном отношении в сравнении с червячной передачей за счет более высокого КПД

### Недостатки
- Более сложная сборка и изготовление по сравнению с цилиндрическими червячными передачами
- Низкий КПД в сравнении с многоступенчатой цилиндрической передачей
- Повышенное тепловыделение в сравнении с многоступенчатой цилиндрической передачей
- Быстрый износ и большой процент заеданий в сравнении с многоступенчатой цилиндрической передачей
- Высокая чувствительность к абразивным частицам в масле
- Сложная регулировка. Однако благодаря быстрой притирке бронзового венца червячного колеса проблема точности сборки решается.
- Так как диаметр впадин у червяка меняется, и к центру становится меньше, то центральная часть червяка является концентратором напряжений, нормальные напряжения от изгибающих моментов и касательные напряжения от крутящего момента в этом месте более высокие. В некоторых случаях происходит излом вала-червяка в середине.

Передача очень чувствительная к срабатыванию подшипников и деформациям валов. Совокупность недостатков ограничивает практическое применение.

## Применение
Глобоидные передачи применяют как более работоспособную альтернативу передачам с цилиндрическим червяком. В металлургическом и горном оборудовании, тяжелых корабельных и лифтовых лебедках, редукторах запорной арматуры эксплуатируемых при низких температурах. Одно из замечательных свойств глобоидной передачи это то, что и червяк и колесо работают только одной своей половиной. Благодаря этому можно использовать вместо целого колеса его сегмент, поэтому они нашли применение в точной механике.